# Gòtic del sud

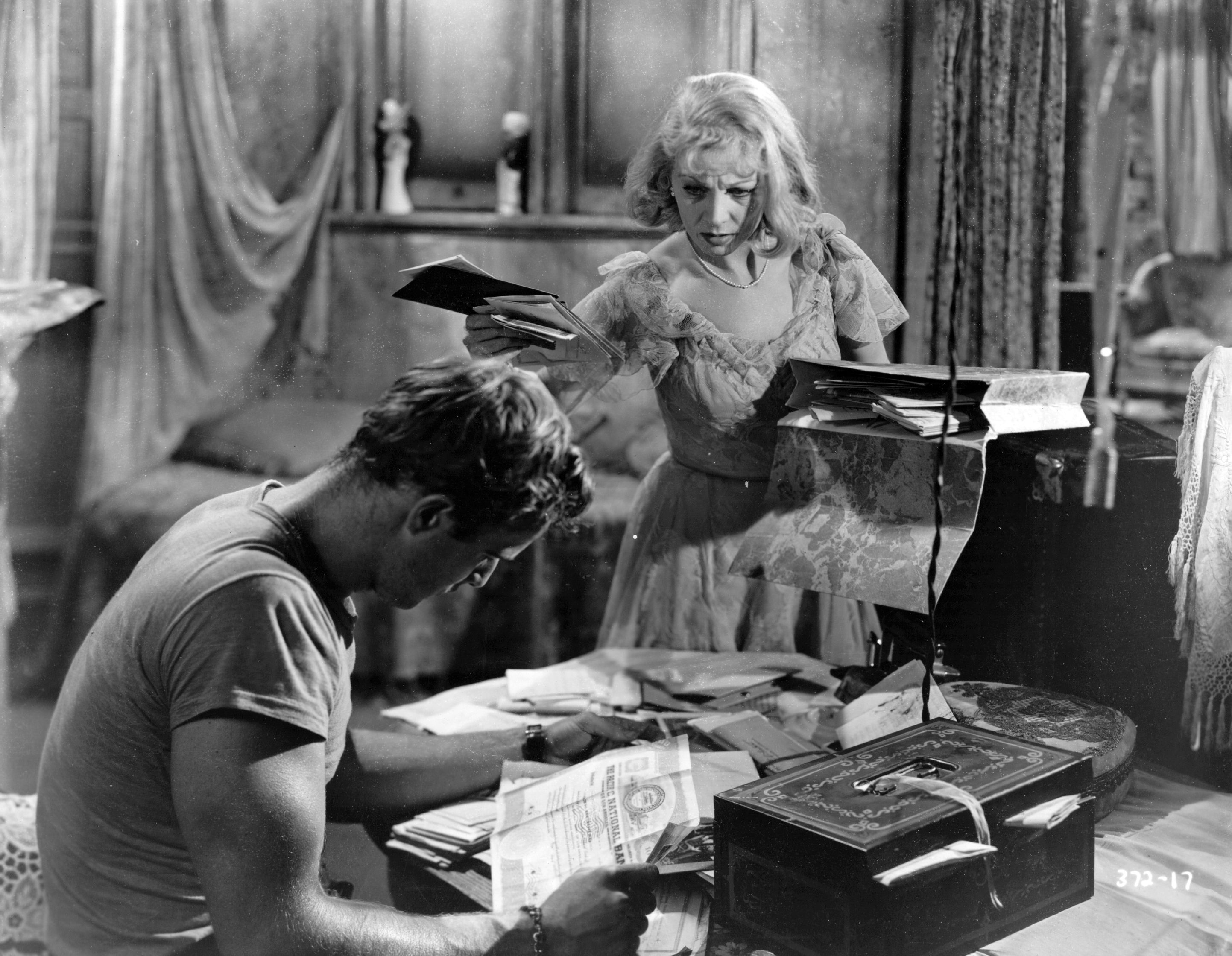
Marlon Brando i Vivien Leigh a Un tramvia anomenat desig (1951).

El gòtic del sud (Southern Gothic en anglés) és un subgènere artístic de ficció, música country, cinema i televisió que està molt influenciat pels elements gòtics i el sud dels Estats Units. Els temes comuns del gòtic del sud inclouen la narració de personatges pregonament imperfectes, inquietants o excèntrics que poden estar involucrats en hoodoo, escenaris deteriorats o abandonats, situacions grotesques i altres esdeveniments sinistres relacionats amb o derivats de la pobresa, l'alienació, el crim o la violència.

## Orígens
Els elements d'un tractament gòtic del sud dels Estats Units van ser evidents per primera vegada durant el segle xix abans i després de la guerra en les històries grotesques de Henry Clay Lewis i en les representacions desidealitzades de Mark Twain. El gènere es va consolidar, però, només al segle xx, quan el romanticisme fosc, l'humor del sud i el nou naturalisme literari es van fusionar en una nova i poderosa forma de crítica social. El material temàtic va ser en bona part un reflex de la cultura existent al sud dels Estats Units després de l'enfonsament de la Confederació a conseqüència de la Guerra Civil, que va deixar un buit en els seus valors culturals i religiosos. La pobresa resultant i l'amargor persistent per la pèrdua de la guerra durant la Reconstrucció van agreujar el racisme, la violència excessiva i l'extremisme religiós endèmics a la regió.
El terme "gòtic del sud" era originalment pejoratiu i desdenyós. Ellen Glasgow va utilitzar el terme d'aquesta manera quan es referia als escrits d'Erskine Caldwell i William Faulkner. Va incloure els autors en el que va anomenar Southern Gothic School (escola gòtica del sud) el 1935, afirmant que la seua obra estava plena de «violència sense rumb» i «malsons fantàstics».

## Característiques

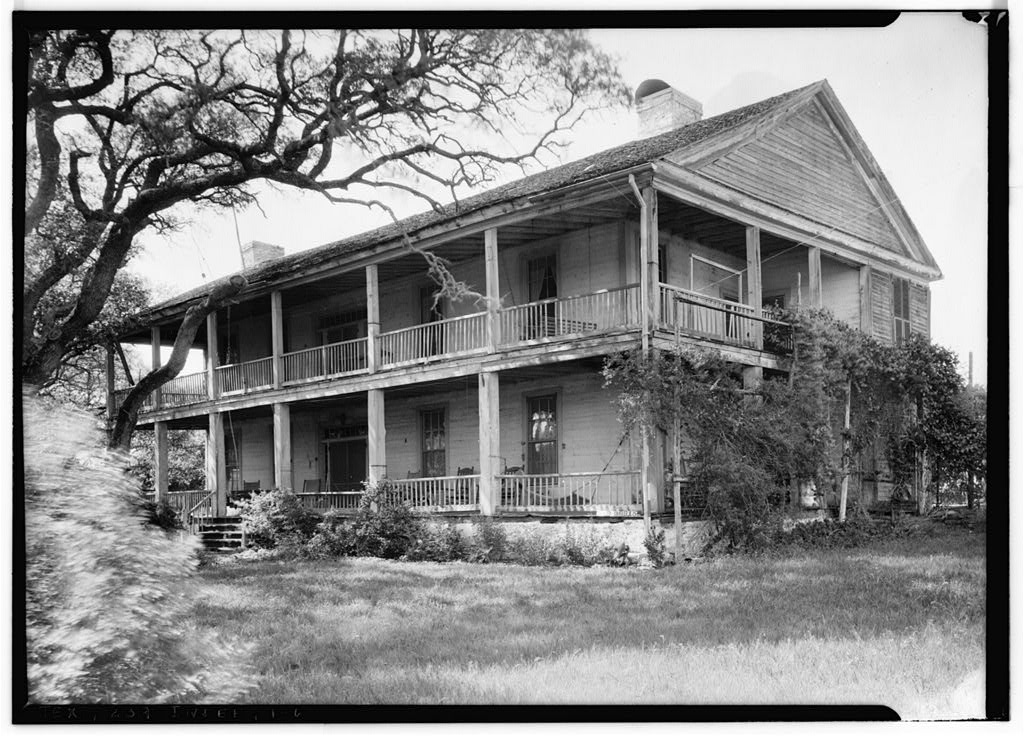
La plantació Seward, a Independence (Texas), una d'estrictament fantàstica.

Les comunitats rurals, desestabilitzades, van substituir les sinistres plantacions d'una època anterior; i el mateix van fer amb les seues obres grans figures com William Faulkner, Carson McCullers i Flannery O'Connor, allunyant-se de l'anterior literatura gòtica estatunidenca i fins i tot del gòtic europeu. Tanmateix, l'escenari d'aquestes obres és clarament meridional. Algunes d'aquestes característiques inclouen l'exploració de la bogeria, la decadència i la desesperació, les pressions contínues del passat sobre el present, especialment amb els ideals perduts d'una aristocràcia del sud desposseïda i les hostilitats racials contínues.
El gòtic del sud se centra especialment en la història de l'esclavitud, el racisme, la por al món exterior, la violència, una "fixació amb les representacions grotesques i una tensió entre elements realistes i sobrenaturals".
De manera semblant als elements del castell gòtic, el gòtic del sud ens ofereix la decadència de la plantació al sud de la postguerra civil estatunidenca.
Els dolents que es disfressen d'innocents o de víctimes sovint es troben a la literatura gòtica del sud, especialment en les històries de Flannery O'Connor, com ara Good Country People i The Life You Save May Be Your Own, que ens ofereix una línia borrosa entre les víctimes i el personatge malvat.
Aquesta literatura es va proposar exposar el mite de l'antic sud dels Estats Units prebèlic (Antebellum South) i la seua narració d'un passat idíl·lic amagat per negació i supressió social, familiar i racial.

## Autors
- VC Andrews (1923–1986)
- Dorothy Allison (n. 1949)
- Ambrose Bierce[cal citació] (1842–1914)
- Poppy Z. Brite[cal citació] (n. 1967)[7]
- Larry Brown (1951–2004)
- Erskine Caldwell (1903–1987)

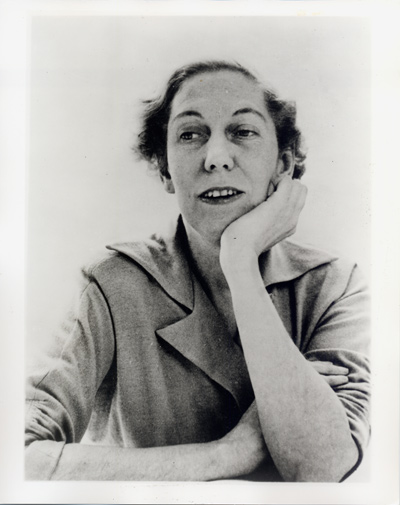
Eudora Welty va ser etiquetada com una autora del gòtic del sud, tot i que no li agradava l'etiqueta.

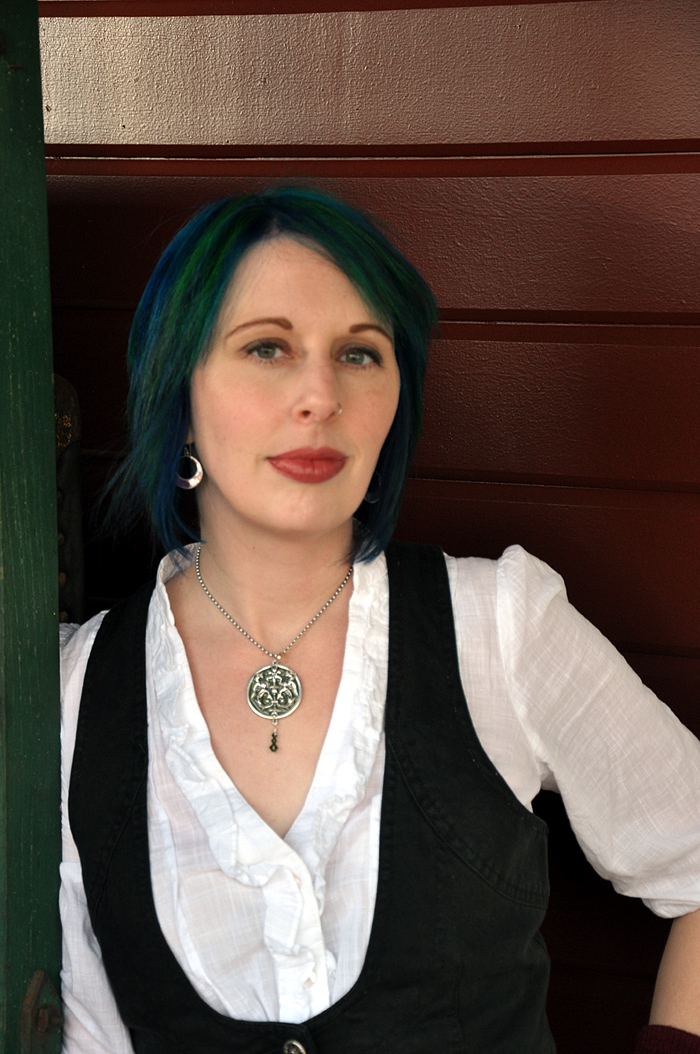
Cherie Priest ha sigut identificada com una escriptora moderna del gòtic del sud.

- Truman Capote (1924–1984, primers treballs)
- Harry Crews (1935–2012), a qui s'ha anomenat «el Hieronymus Bosch del gòtic meridional».
- William Faulkner (1897–1962)
- Harper Lee (1926–2016)
- Cormac McCarthy (n. 1933)
- Carson McCullers (1917–1967)
- Flannery O'Connor (1925–1964)
- Edgar Allan Poe (1809–1849), obra normalment descrita com a romanticisme fosc
- Cherie Priest (n. 1975)
- Anne Rice (1941–2021), especialment The Feast of All Saints i The Witching Hour.
- Eudora Welty (1909–2001) Alguns l'han inclòs en aquesta categoria, però pel que pareix, no hi estava d'acord: «Millor que no em diguen així!», va dir bruscament a Alice Walker en una entrevista.[8][9]
- Tennessee Williams (1911–1983)[10]
- Thomas Wolfe (1900–1938)

S'ha identificat un ressorgiment dels temes del gòtic del sud a la ficció contemporània en el treball de figures com Barry Hannah (1942–2010), Joe R. Lansdale (n. 1951), Helen Ellis (b. 1970) i Cherie Priest (b. 1975)

## Altres mitjans
També es descriuen diverses pel·lícules i programes de televisió com a part del gènere gòtic del sud. Alguns exemples destacats són:

### Pel·lícules
- Haunted Spooks (1920)
- Swamp Water (1941)[14]
- A Streetcar Named Desire (1951)[14]
- La nit del caçador (1955)[14]
- Baby Doll (1956)[14]
- Written on the Wind (1956)[14]
- The Fugitive Kind (1960)
- The Young One (1960)[14]
- Matar un rossinyol (1962)[14]
- Hush...Hush, Sweet Charlotte (1964)
- Mudhoney (1965)[15]
- Hurry Sundown (1967)[15]
- The Beguiled (1971)[14]
- Deliverance (1972)
- The Legend of Boggy Creek (1972)
- Macon County Line (1974)[16]
- The Texas Chain Saw Massacre (1974)
- Eaten Alive (1976)
- Ode to Billy Joe (1976)
- The Town That Dreaded Sundown (1976)
- The Evictors (1979)
- Wise Blood (1979)[14]
- A Day of Judgment (1981)
- The Beyond (1981)[17][18]
- Southern Comfort (1981)[19]
- Crimes of the Heart (1986)[20]
- Angel Heart (1987)[14]
- Near Dark (1987)
- Pumpkinhead (1988)
- Cor salvatge (1990)
- Fried Green Tomatoes (1991)
- Flesh and Bone (1993)
- Interview with the Vampire (1994)
- Sling Blade (1996)
- Eve's Bayou (1997)
- Midnight in the Garden of Good and Evil (1997)[14]
- George Washington (2000)
- O Brother, Where Art Thou? (2000)
- Frailty (2001)[21]
- Big Fish (2003)
- Searching for the Wrong-Eyed Jesus (2003)
- The Skeleton Key (2005)[14]
- Black Snake Moan (2007)
- In the Electric Mist (2009)
- Winter's Bone (2010)[14]
- Bernie (2011)
- Killer Joe (2011/2012)
- The Paperboy (2012)
- Mud (2012)
- Lawless (2012)
- Beasts of the Southern Wild (2012)
- Jug Face (2013)[22]
- Beautiful Creatures (2013)
- Joe (2013)
- Stoker (2013)
- Jessabelle (2014)
- Cold in July (2014)
- Nocturnal Animals (2016)[23]
- The Beguiled (2017)
- Mudbound (2017)
- The Peanut Butter Falcon (2019)
- The Devil All the Time (2020)[24]
- Sinners (2025)[25]

### Sèries de televisió
- In the Heat of the Night (1988–1995)
- American Gothic (1995–96)
- Justified (2010–15)
- The Heart, She Holler (2011)
- American Horror Story: Coven (2013-2014)
- American Horror Story: Freak Show (2014-2015)
- Rectify (2013–16)[26]
- The Originals (2013–2018)
- True Detective, seasons 1 (2014), and 3 (2019)
- Bloodline, seasons 1 (2015) and 2 (2016)
- Preacher (2016–2019)[27]
- American Horror Story: Roanoke (2016)
- Outcast (2016–2018)[28]
- Ozark (2017–2022)
- Hap and Leonard (2016–2018)
- Outsiders (2016–2017)
- True Blood (2008–2014)
- Sharp Objects (2018)
- Cloak and Dagger (2018–19)
- The Act (TV series) (2019)
- Outer Banks (TV series) (2020–)
- Lovecraft Country (2020)[29]
- P-Valley (2020–)
- Anne Rice's Interview with the Vampire (2022–)

### Videojocs
- Night in the Woods (2017)
- Resident Evil 7: Biohazard (2017)
- Red Dead Redemption 2 - Chapters 2 and 3 (2018)
- Kentucky Route Zero (2020)
- Norco (2022)

## Música
El gòtic del sud (també conegut com a Gothic Americana o Dark Country) és un gènere de música country arrelat al primer jazz, al gospel, a l'americana, el rock gòtic i el postpunk. Les seues lletres sovint se centren en temes foscos. El gènere comparteix connexions temàtiques amb el gènere literari del gòtic del sud i, de fet, els paràmetres del que fa que alguna cosa siga Gothic Americana sembla tindre més en comú amb els gèneres literaris que amb els musicals tradicionals. Les cançons sovint examinen la pobresa, el comportament criminal, les imatges religioses, la mort, els fantasmes, la família, l'amor perdut, l'alcohol, l'assassinat, el diable i la traïció. JD Wilkes, líder de la banda Legendary Shack Shakers, va descriure la música gòtica del sud com «[prendre] un angle [on es veu] que hi ha alguna cosa grotesca i bonica en les tradicions del sud, el teló de fons de la vida del sud». La música d'Ethel Cain ha sigut descrita com a «pop gòtic del sud», sovint centrada en temes com el trauma transgeneracional, el cristianisme, la violència grotesca, la pobresa i l'abús, i sovint atribueix la inspiració de les seues obres a escriptors gòtics del sud com Flannery O'Connor.

## Representació fotogràfica
Les imatges del fotògraf de la Gran Depressió Walker Evans s'usen amb freqüència per evocar la representació visual del gòtic del sud; Evans va afirmar: «Puc entendre per què els habitants del sud estan perseguits pel seu propi paisatge».
Un altre fotògraf destacat del gòtic del sud va ser el surrealista Clarence John Laughlin, que va fotografiar cementeris, plantacions i altres llocs abandonats al sud dels Estats Units (principalment Louisiana) durant gairebé quaranta anys.